# (473086) 2015 HK149
(473086) 2015 HK149 es un asteroide perteneciente al cinturón de asteroides, descubierto el 10 de octubre de 2012 por el equipo del Mount Lemmon Survey desde el Observatorio del Monte Lemmon, Arizona, Estados Unidos.

## Designación y nombre
Designado provisionalmente como 2015 HK14.

## Características orbitales
2015 HK149 está situado a una distancia media del Sol de 2,844 ua, pudiendo alejarse hasta 3,010 ua y acercarse hasta 2,677 ua. Su excentricidad es 0,058 y la inclinación orbital 7,511 grados. Emplea 1751 días en completar una órbita alrededor del Sol.

## Características físicas
La magnitud absoluta de 2015 HK149 es 16,8.